# Volta a San Juan 2018
La Volta a San Juan 2018 fou la 36a edició de la Volta a San Juan. Es va disputar entre el 21 i el 28 de gener de 2018. La cursa formà part del calendari UCI Amèrica Tour 2018 amb una categoria 2.1.
La cursa fou inicialment guanyada pel campió argentí Gonzalo Najar, membre d'un equip de tercera divisió, per davant el veterà Óscar Sevilla. El maig de 2018, la Unió Ciclista Internacional anuncià que Najar havia donat positiu d'EPO CERA durant el transcurs de la cursa. Com a conseqüència va ser desqualificat i es va atorgar la victòria a Sevilla.

## Equips
L'organització convidà a 27 equips: set WorldTeams, cinc continentals professionals, nou equips continentals i sis equips nacionals:
| WorldTeams (7)- Bahrain-Merida - Quick-Step Floors - Trek-Segafredo - UAE Team Emirates - Movistar Team - Bora-Hansgrohe - Lotto Soudal Equips continentals professionals (5)- Israel Cycling Academy - UnitedHealthcare - Androni Giocattoli-Sidermec - Wilier Triestina-Selle Italia - Caja Rural-Seguros RGA Equips continentals (9)- Sindicato de Empleados Públicos de San Juan - Municipalidad de Pocito - Asociación Civil Mardan - Asociación Civil Agrupación Virgen de Fátima - Municipalidad de Rawson - Trevigiani Phonix-Hemus 1896 - Medellín-Éxito - Coldeportes Zenú - Canel's-Specialized Equips nacionals (6)- Itàlia - Argentina - Mèxic - Uruguai - Xile - Cuba |
| |

## Etapes
| Etapa    | Data        | Ciutats d'etapa                                   | type                      | Distància (km) | Vencedor de l'etapa             | Líder de la general     |
| -------- | ----------- | ------------------------------------------------- | ------------------------- | -------------- | ------------------------------- | ----------------------- |
| 1a etapa | 21 de gen   | San Juan de la Frontera – Pocito Department       | etapa plana               | 148,9          | Fernando Gaviria Rendón         | Fernando Gaviria Rendón |
| 2a etapa | 22 de gen   | Lake Punta Negra – Lake Punta Negra               | etapa plana               | 149,9          | Román Villalobos Solis          | Román Villalobos Solis  |
| 3a etapa | 23 de gen   | San Juan de la Frontera – San Juan de la Frontera | contrarellotge individual | 14,4           | Ryan Mullen                     | Filippo Ganna           |
| 4a etapa | 24 de gen   | San José de Jáchal – Villa San Martín             | etapa plana               | 191            | Maximiliano Richeze Araquistain | Filippo Ganna           |
|          | 25 de gener | Jornada de descans                                | Jornada de descans        |                |                                 |                         |
| 5a etapa | 26 de gen   | Villa San Martín – Alto Colorado                  | etapa de muntanya         | 169,5          | Gonzalo Najar                   | Gonzalo Najar           |
| 6a etapa | 27 de gen   | San Juan de la Frontera – San Juan de la Frontera | etapa accidentada         | 152,6          | Jelle Wallays                   | Gonzalo Najar           |
| 7a etapa | 28 de gen   | San Juan de la Frontera – San Juan de la Frontera | etapa plana               | 141,3          | Giacomo Nizzolo                 | Gonzalo Najar           |

### Etapa 1
| \| Classificació de l'etapa \| Classificació de l'etapa \| Classificació de l'etapa \| Classificació de l'etapa \| Classificació de l'etapa \| \| Corredor \| Corredor \| Equip \| Temps \| \| \| ------------------------ \| ------------------------------- \| -------------------------------------------- \| ------------------------ \| ------------------------ \| \| 1r \| Fernando Gaviria Rendón \| Quick-Step Floors \| 3h 15' 23" \| \| \| 2n \| Niccolò Bonifazio \| Bahrain-Merida \| + 0" \| \| \| 3r \| Matteo Pelucchi \| Bora-Hansgrohe \| + 0" \| \| \| 4t \| Giacomo Nizzolo \| Trek-Segafredo \| + 0" \| \| \| 5è \| Manuel Belletti \| Androni Giocattoli-Sidermec \| + 0" \| \| \| 6è \| Mauro Richeze Araquistain \| Asociación Civil Agrupación Virgen de Fátima \| + 0" \| \| \| 7è \| Héctor Lucero \| Municipalidad de Pocito \| + 0" \| \| \| 8è \| Aliaksandr Rabuixenka \| UAE Team Emirates \| + 0" \| \| \| 9è \| Maximiliano Richeze Araquistain \| Quick-Step Floors \| + 0" \| \| \| 10è \| Manuel Peñalver \| Trevigiani-Phonix-Hemus 1896 \| + 0" \| \| |                                 |                                              |            |
| |                                 |                                              |            |
| Font: ProCyclingStats |                                 |                                              |            |
| Classificació de l'etapa |                                 |                                              |            |
| Corredor | Corredor                        | Equip                                        | Temps      |
| 1r | Fernando Gaviria Rendón         | Quick-Step Floors                            | 3h 15' 23" |
| 2n | Niccolò Bonifazio               | Bahrain-Merida                               | + 0"       |
| 3r | Matteo Pelucchi                 | Bora-Hansgrohe                               | + 0"       |
| 4t | Giacomo Nizzolo                 | Trek-Segafredo                               | + 0"       |
| 5è | Manuel Belletti                 | Androni Giocattoli-Sidermec                  | + 0"       |
| 6è | Mauro Richeze Araquistain       | Asociación Civil Agrupación Virgen de Fátima | + 0"       |
| 7è | Héctor Lucero                   | Municipalidad de Pocito                      | + 0"       |
| 8è | Aliaksandr Rabuixenka           | UAE Team Emirates                            | + 0"       |
| 9è | Maximiliano Richeze Araquistain | Quick-Step Floors                            | + 0"       |
| 10è | Manuel Peñalver                 | Trevigiani-Phonix-Hemus 1896                 | + 0"       |

| \| Classificació general \| Classificació general \| Classificació general \| Classificació general \| Classificació general \| \| Corredor \| Corredor \| Equip \| Temps \| \| \| --------------------- \| ------------------------------- \| -------------------------------------------- \| --------------------- \| --------------------- \| \| 1r \| Fernando Gaviria Rendón \| Quick-Step Floors \| 3h 15' 13" \| \| \| 2n \| Niccolò Bonifazio \| Bahrain-Merida \| + 4" \| \| \| 3r \| Matteo Pelucchi \| Bora-Hansgrohe \| + 6" \| \| \| 4t \| Daniel Juárez \| Asociación Civil Mardan \| + 7" \| \| \| 5è \| Giacomo Nizzolo \| Trek-Segafredo \| + 10" \| \| \| 6è \| Manuel Belletti \| Androni Giocattoli-Sidermec \| + 10" \| \| \| 7è \| Mauro Richeze Araquistain \| Asociación Civil Agrupación Virgen de Fátima \| + 10" \| \| \| 8è \| Héctor Lucero \| Municipalidad de Pocito \| + 10" \| \| \| 9è \| Aliaksandr Rabuixenka \| UAE Team Emirates \| + 10" \| \| \| 10è \| Maximiliano Richeze Araquistain \| Quick-Step Floors \| + 10" \| \| |                                 |                                              |            |
| |                                 |                                              |            |
| Font: ProCyclingStats |                                 |                                              |            |
| Classificació general |                                 |                                              |            |
| Corredor | Corredor                        | Equip                                        | Temps      |
| 1r | Fernando Gaviria Rendón         | Quick-Step Floors                            | 3h 15' 13" |
| 2n | Niccolò Bonifazio               | Bahrain-Merida                               | + 4"       |
| 3r | Matteo Pelucchi                 | Bora-Hansgrohe                               | + 6"       |
| 4t | Daniel Juárez                   | Asociación Civil Mardan                      | + 7"       |
| 5è | Giacomo Nizzolo                 | Trek-Segafredo                               | + 10"      |
| 6è | Manuel Belletti                 | Androni Giocattoli-Sidermec                  | + 10"      |
| 7è | Mauro Richeze Araquistain       | Asociación Civil Agrupación Virgen de Fátima | + 10"      |
| 8è | Héctor Lucero                   | Municipalidad de Pocito                      | + 10"      |
| 9è | Aliaksandr Rabuixenka           | UAE Team Emirates                            | + 10"      |
| 10è | Maximiliano Richeze Araquistain | Quick-Step Floors                            | + 10"      |

### Etapa 2
| \| Classificació de l'etapa \| Classificació de l'etapa \| Classificació de l'etapa \| Classificació de l'etapa \| Classificació de l'etapa \| \| Corredor \| Corredor \| Equip \| Temps \| \| \| ------------------------ \| ------------------------ \| -------------------------------------------- \| ------------------------ \| ------------------------ \| \| 1r \| Román Villalobos Solis \| Canel's-Specialized \| 3h 25' 06" \| \| \| 2n \| Ricardo Escuela \| Asociación Civil Agrupación Virgen de Fátima \| + 0" \| \| \| 3r \| Tiesj Benoot \| Lotto-Soudal \| + 0" \| \| \| 4t \| Filippo Ganna \| UAE Team Emirates \| + 0" \| \| \| 5è \| Óscar Sevilla Rivera \| Medellín \| + 0" \| \| \| 6è \| Rafał Majka \| Bora-Hansgrohe \| + 0" \| \| \| 7è \| Gonzalo Najar \| Sindicato de Empleados Públicos de San Juan \| + 0" \| \| \| 8è \| Alexander Cataford \| UnitedHealthcare \| + 0" \| \| \| 9è \| Guillaume Boivin \| Israel Cycling Academy \| + 0" \| \| \| 10è \| Lluís Mas Bonet \| Caja Rural-Seguros RGA \| + 0" \| \| |                        |                                              |            |
| |                        |                                              |            |
| Font: ProCyclingStats |                        |                                              |            |
| Classificació de l'etapa |                        |                                              |            |
| Corredor | Corredor               | Equip                                        | Temps      |
| 1r | Román Villalobos Solis | Canel's-Specialized                          | 3h 25' 06" |
| 2n | Ricardo Escuela        | Asociación Civil Agrupación Virgen de Fátima | + 0"       |
| 3r | Tiesj Benoot           | Lotto-Soudal                                 | + 0"       |
| 4t | Filippo Ganna          | UAE Team Emirates                            | + 0"       |
| 5è | Óscar Sevilla Rivera   | Medellín                                     | + 0"       |
| 6è | Rafał Majka            | Bora-Hansgrohe                               | + 0"       |
| 7è | Gonzalo Najar          | Sindicato de Empleados Públicos de San Juan  | + 0"       |
| 8è | Alexander Cataford     | UnitedHealthcare                             | + 0"       |
| 9è | Guillaume Boivin       | Israel Cycling Academy                       | + 0"       |
| 10è | Lluís Mas Bonet        | Caja Rural-Seguros RGA                       | + 0"       |

| \| Classificació general \| Classificació general \| Classificació general \| Classificació general \| Classificació general \| \| Corredor \| Corredor \| Equip \| Temps \| \| \| --------------------- \| --------------------------- \| -------------------------------------------- \| --------------------- \| --------------------- \| \| 1r \| Román Villalobos Solis \| Canel's-Specialized \| 6h 40' 19" \| \| \| 2n \| Ricardo Escuela \| Asociación Civil Agrupación Virgen de Fátima \| + 4" \| \| \| 3r \| Tiesj Benoot \| Lotto-Soudal \| + 6" \| \| \| 4t \| Fernando Gaviria Rendón \| Quick-Step Floors \| + 8" \| \| \| 5è \| Manuel Belletti \| Androni Giocattoli-Sidermec \| + 10" \| \| \| 6è \| Filippo Ganna \| UAE Team Emirates \| + 10" \| \| \| 7è \| Miguel Ángel Rubiano Chávez \| Coldeportes-Zenú \| + 10" \| \| \| 8è \| Lluís Mas Bonet \| Caja Rural-Seguros RGA \| + 10" \| \| \| 9è \| Óscar Sevilla Rivera \| Medellín \| + 10" \| \| \| 10è \| Jens Keukeleire \| Lotto-Soudal \| + 10" \| \| |                             |                                              |            |
| |                             |                                              |            |
| Font: ProCyclingStats |                             |                                              |            |
| Classificació general |                             |                                              |            |
| Corredor | Corredor                    | Equip                                        | Temps      |
| 1r | Román Villalobos Solis      | Canel's-Specialized                          | 6h 40' 19" |
| 2n | Ricardo Escuela             | Asociación Civil Agrupación Virgen de Fátima | + 4"       |
| 3r | Tiesj Benoot                | Lotto-Soudal                                 | + 6"       |
| 4t | Fernando Gaviria Rendón     | Quick-Step Floors                            | + 8"       |
| 5è | Manuel Belletti             | Androni Giocattoli-Sidermec                  | + 10"      |
| 6è | Filippo Ganna               | UAE Team Emirates                            | + 10"      |
| 7è | Miguel Ángel Rubiano Chávez | Coldeportes-Zenú                             | + 10"      |
| 8è | Lluís Mas Bonet             | Caja Rural-Seguros RGA                       | + 10"      |
| 9è | Óscar Sevilla Rivera        | Medellín                                     | + 10"      |
| 10è | Jens Keukeleire             | Lotto-Soudal                                 | + 10"      |

### Etapa 3
| \| Classificació de l'etapa \| Classificació de l'etapa \| Classificació de l'etapa \| Classificació de l'etapa \| Classificació de l'etapa \| \| Corredor \| Corredor \| Equip \| Temps \| \| \| ------------------------ \| ------------------------ \| ------------------------ \| ------------------------ \| ------------------------ \| \| 1r \| Ryan Mullen \| Trek-Segafredo \| 17' 43" \| \| \| 2n \| Filippo Ganna \| UAE Team Emirates \| + 25" \| \| \| 3r \| Rafał Majka \| Bora-Hansgrohe \| + 30" \| \| \| 4t \| Gregory Daniel \| Trek-Segafredo \| + 30" \| \| \| 5è \| Óscar Sevilla Rivera \| Medellín \| + 36" \| \| \| 6è \| Winner Anacona Gómez \| Movistar Team \| + 38" \| \| \| 7è \| Omar Mendoza Cardona \| Medellín \| + 44" \| \| \| 8è \| Rémi Cavagna \| Quick-Step Floors \| + 44" \| \| \| 9è \| Eduardo Sepúlveda \| Movistar Team \| + 50" \| \| \| 10è \| Jhonatan Narváez Prado \| Quick-Step Floors \| + 52" \| \| |                        |                   |         |
| |                        |                   |         |
| Font: ProCyclingStats |                        |                   |         |
| Classificació de l'etapa |                        |                   |         |
| Corredor | Corredor               | Equip             | Temps   |
| 1r | Ryan Mullen            | Trek-Segafredo    | 17' 43" |
| 2n | Filippo Ganna          | UAE Team Emirates | + 25"   |
| 3r | Rafał Majka            | Bora-Hansgrohe    | + 30"   |
| 4t | Gregory Daniel         | Trek-Segafredo    | + 30"   |
| 5è | Óscar Sevilla Rivera   | Medellín          | + 36"   |
| 6è | Winner Anacona Gómez   | Movistar Team     | + 38"   |
| 7è | Omar Mendoza Cardona   | Medellín          | + 44"   |
| 8è | Rémi Cavagna           | Quick-Step Floors | + 44"   |
| 9è | Eduardo Sepúlveda      | Movistar Team     | + 50"   |
| 10è | Jhonatan Narváez Prado | Quick-Step Floors | + 52"   |

| \| Classificació general \| Classificació general \| Classificació general \| Classificació general \| Classificació general \| \| Corredor \| Corredor \| Equip \| Temps \| \| \| --------------------- \| ---------------------- \| -------------------------------------------- \| --------------------- \| --------------------- \| \| 1r \| Filippo Ganna \| UAE Team Emirates \| 6h 58' 37" \| \| \| 2n \| Rafał Majka \| Bora-Hansgrohe \| + 5" \| \| \| 3r \| Óscar Sevilla Rivera \| Medellín \| + 11" \| \| \| 4t \| Omar Mendoza Cardona \| Medellín \| + 19" \| \| \| 5è \| Eduardo Sepúlveda \| Movistar Team \| + 25" \| \| \| 6è \| Ricardo Escuela \| Asociación Civil Agrupación Virgen de Fátima \| + 27" \| \| \| 7è \| Winner Anacona Gómez \| Movistar Team \| + 35" \| \| \| 8è \| Jhonatan Narváez Prado \| Quick-Step Floors \| + 43" \| \| \| 9è \| Kanstantsín Siutsou \| Bahrain-Merida \| + 43" \| \| \| 10è \| Mattia Cattaneo \| Androni Giocattoli-Sidermec \| + 45" \| \| |                        |                                              |            |
| |                        |                                              |            |
| Font: ProCyclingStats |                        |                                              |            |
| Classificació general |                        |                                              |            |
| Corredor | Corredor               | Equip                                        | Temps      |
| 1r | Filippo Ganna          | UAE Team Emirates                            | 6h 58' 37" |
| 2n | Rafał Majka            | Bora-Hansgrohe                               | + 5"       |
| 3r | Óscar Sevilla Rivera   | Medellín                                     | + 11"      |
| 4t | Omar Mendoza Cardona   | Medellín                                     | + 19"      |
| 5è | Eduardo Sepúlveda      | Movistar Team                                | + 25"      |
| 6è | Ricardo Escuela        | Asociación Civil Agrupación Virgen de Fátima | + 27"      |
| 7è | Winner Anacona Gómez   | Movistar Team                                | + 35"      |
| 8è | Jhonatan Narváez Prado | Quick-Step Floors                            | + 43"      |
| 9è | Kanstantsín Siutsou    | Bahrain-Merida                               | + 43"      |
| 10è | Mattia Cattaneo        | Androni Giocattoli-Sidermec                  | + 45"      |

### Etapa 4
| \| Classificació de l'etapa \| Classificació de l'etapa \| Classificació de l'etapa \| Classificació de l'etapa \| Classificació de l'etapa \| \| Corredor \| Corredor \| Equip \| Temps \| \| \| ------------------------ \| ------------------------------- \| -------------------------------------------- \| ------------------------ \| ------------------------ \| \| 1r \| Maximiliano Richeze Araquistain \| Quick-Step Floors \| 4h 31' 48" \| \| \| 2n \| Giacomo Nizzolo \| Trek-Segafredo \| + 0" \| \| \| 3r \| Matteo Pelucchi \| Bora-Hansgrohe \| + 0" \| \| \| 4t \| Mihkel Räim \| Israel Cycling Academy \| + 0" \| \| \| 5è \| Niccolò Bonifazio \| Bahrain-Merida \| + 0" \| \| \| 6è \| Edwin Ávila Vanegas \| Israel Cycling Academy \| + 0" \| \| \| 7è \| Jens Keukeleire \| Lotto-Soudal \| + 0" \| \| \| 8è \| Mauro Richeze Araquistain \| Asociación Civil Agrupación Virgen de Fátima \| + 0" \| \| \| 9è \| Álvaro Hodeg Chagui \| Quick-Step Floors \| + 0" \| \| \| 10è \| Travis McCabe \| UnitedHealthcare \| + 0" \| \| |                                 |                                              |            |
| |                                 |                                              |            |
| Font: ProCyclingStats |                                 |                                              |            |
| Classificació de l'etapa |                                 |                                              |            |
| Corredor | Corredor                        | Equip                                        | Temps      |
| 1r | Maximiliano Richeze Araquistain | Quick-Step Floors                            | 4h 31' 48" |
| 2n | Giacomo Nizzolo                 | Trek-Segafredo                               | + 0"       |
| 3r | Matteo Pelucchi                 | Bora-Hansgrohe                               | + 0"       |
| 4t | Mihkel Räim                     | Israel Cycling Academy                       | + 0"       |
| 5è | Niccolò Bonifazio               | Bahrain-Merida                               | + 0"       |
| 6è | Edwin Ávila Vanegas             | Israel Cycling Academy                       | + 0"       |
| 7è | Jens Keukeleire                 | Lotto-Soudal                                 | + 0"       |
| 8è | Mauro Richeze Araquistain       | Asociación Civil Agrupación Virgen de Fátima | + 0"       |
| 9è | Álvaro Hodeg Chagui             | Quick-Step Floors                            | + 0"       |
| 10è | Travis McCabe                   | UnitedHealthcare                             | + 0"       |

| \| Classificació general \| Classificació general \| Classificació general \| Classificació general \| Classificació general \| \| Corredor \| Corredor \| Equip \| Temps \| \| \| --------------------- \| ---------------------- \| --------------------------- \| --------------------- \| --------------------- \| \| 1r \| Filippo Ganna \| UAE Team Emirates \| 11h 30' 25" \| \| \| 2n \| Rafał Majka \| Bora-Hansgrohe \| + 5" \| \| \| 3r \| Óscar Sevilla Rivera \| Medellín \| + 11" \| \| \| 4t \| Omar Mendoza Cardona \| Medellín \| + 19" \| \| \| 5è \| Jhonatan Narváez Prado \| Quick-Step Floors \| + 43" \| \| \| 6è \| Kanstantsín Siutsou \| Bahrain-Merida \| + 43" \| \| \| 7è \| Mattia Cattaneo \| Androni Giocattoli-Sidermec \| + 45" \| \| \| 8è \| Tiesj Benoot \| Lotto-Soudal \| + 50" \| \| \| 9è \| Rémi Cavagna \| Quick-Step Floors \| + 50" \| \| \| 10è \| Rodolfo Torres Agudelo \| Androni Giocattoli-Sidermec \| + 52" \| \| |                        |                             |             |
| |                        |                             |             |
| Font: ProCyclingStats |                        |                             |             |
| Classificació general |                        |                             |             |
| Corredor | Corredor               | Equip                       | Temps       |
| 1r | Filippo Ganna          | UAE Team Emirates           | 11h 30' 25" |
| 2n | Rafał Majka            | Bora-Hansgrohe              | + 5"        |
| 3r | Óscar Sevilla Rivera   | Medellín                    | + 11"       |
| 4t | Omar Mendoza Cardona   | Medellín                    | + 19"       |
| 5è | Jhonatan Narváez Prado | Quick-Step Floors           | + 43"       |
| 6è | Kanstantsín Siutsou    | Bahrain-Merida              | + 43"       |
| 7è | Mattia Cattaneo        | Androni Giocattoli-Sidermec | + 45"       |
| 8è | Tiesj Benoot           | Lotto-Soudal                | + 50"       |
| 9è | Rémi Cavagna           | Quick-Step Floors           | + 50"       |
| 10è | Rodolfo Torres Agudelo | Androni Giocattoli-Sidermec | + 52"       |

### Etapa 5
| \| Classificació de l'etapa \| Classificació de l'etapa \| Classificació de l'etapa \| Classificació de l'etapa \| Classificació de l'etapa \| \| Corredor \| Corredor \| Equip \| Temps \| \| \| ------------------------ \| --------------------------- \| ------------------------------------------- \| ------------------------ \| ------------------------ \| \| 1r \| Gonzalo Najar \| Sindicato de Empleados Públicos de San Juan \| 4h 16' 26" \| \| \| 2n \| Óscar Sevilla Rivera \| Medellín \| + 1' 58" \| \| \| 3r \| Rodolfo Torres Agudelo \| Androni Giocattoli-Sidermec \| + 2' 05" \| \| \| 4t \| Román Villalobos Solis \| Canel's-Specialized \| + 2' 15" \| \| \| 5è \| Tiesj Benoot \| Lotto-Soudal \| + 2' 23" \| \| \| 6è \| Eduardo Sepúlveda \| Movistar Team \| + 2' 23" \| \| \| 7è \| Filippo Ganna \| UAE Team Emirates \| + 2' 23" \| \| \| 8è \| Cristian Camilo Muñoz \| Coldeportes-Zenú \| + 2' 52" \| \| \| 9è \| Dayer Quintana Rojas \| Movistar Team \| + 2' 57" \| \| \| 10è \| John Darwin Atapuma Hurtado \| UAE Team Emirates \| + 2' 57" \| \| |                             |                                             |            |
| |                             |                                             |            |
| Font: ProCyclingStats |                             |                                             |            |
| Classificació de l'etapa |                             |                                             |            |
| Corredor | Corredor                    | Equip                                       | Temps      |
| 1r | Gonzalo Najar               | Sindicato de Empleados Públicos de San Juan | 4h 16' 26" |
| 2n | Óscar Sevilla Rivera        | Medellín                                    | + 1' 58"   |
| 3r | Rodolfo Torres Agudelo      | Androni Giocattoli-Sidermec                 | + 2' 05"   |
| 4t | Román Villalobos Solis      | Canel's-Specialized                         | + 2' 15"   |
| 5è | Tiesj Benoot                | Lotto-Soudal                                | + 2' 23"   |
| 6è | Eduardo Sepúlveda           | Movistar Team                               | + 2' 23"   |
| 7è | Filippo Ganna               | UAE Team Emirates                           | + 2' 23"   |
| 8è | Cristian Camilo Muñoz       | Coldeportes-Zenú                            | + 2' 52"   |
| 9è | Dayer Quintana Rojas        | Movistar Team                               | + 2' 57"   |
| 10è | John Darwin Atapuma Hurtado | UAE Team Emirates                           | + 2' 57"   |

| \| Classificació general \| Classificació general \| Classificació general \| Classificació general \| Classificació general \| \| Corredor \| Corredor \| Equip \| Temps \| \| \| --------------------- \| ---------------------- \| ------------------------------------------- \| --------------------- \| --------------------- \| \| 1r \| Gonzalo Najar \| Sindicato de Empleados Públicos de San Juan \| 15h 47' 52" \| \| \| 2n \| Óscar Sevilla Rivera \| Medellín \| + 1' 02" \| \| \| 3r \| Filippo Ganna \| UAE Team Emirates \| + 1' 22" \| \| \| 4t \| Rodolfo Torres Agudelo \| Androni Giocattoli-Sidermec \| + 1' 52" \| \| \| 5è \| Rafał Majka \| Bora-Hansgrohe \| + 2' 11" \| \| \| 6è \| Tiesj Benoot \| Lotto-Soudal \| + 2' 12" \| \| \| 7è \| Omar Mendoza Cardona \| Medellín \| + 2' 22" \| \| \| 8è \| Dayer Quintana Rojas \| Movistar Team \| + 3' 09" \| \| \| 9è \| Kanstantsín Siutsou \| Bahrain-Merida \| + 3' 30" \| \| \| 10è \| Rémi Cavagna \| Quick-Step Floors \| + 3' 37" \| \| |                        |                                             |             |
| |                        |                                             |             |
| Font: ProCyclingStats |                        |                                             |             |
| Classificació general |                        |                                             |             |
| Corredor | Corredor               | Equip                                       | Temps       |
| 1r | Gonzalo Najar          | Sindicato de Empleados Públicos de San Juan | 15h 47' 52" |
| 2n | Óscar Sevilla Rivera   | Medellín                                    | + 1' 02"    |
| 3r | Filippo Ganna          | UAE Team Emirates                           | + 1' 22"    |
| 4t | Rodolfo Torres Agudelo | Androni Giocattoli-Sidermec                 | + 1' 52"    |
| 5è | Rafał Majka            | Bora-Hansgrohe                              | + 2' 11"    |
| 6è | Tiesj Benoot           | Lotto-Soudal                                | + 2' 12"    |
| 7è | Omar Mendoza Cardona   | Medellín                                    | + 2' 22"    |
| 8è | Dayer Quintana Rojas   | Movistar Team                               | + 3' 09"    |
| 9è | Kanstantsín Siutsou    | Bahrain-Merida                              | + 3' 30"    |
| 10è | Rémi Cavagna           | Quick-Step Floors                           | + 3' 37"    |

### Etapa 6
| \| Classificació de l'etapa \| Classificació de l'etapa \| Classificació de l'etapa \| Classificació de l'etapa \| Classificació de l'etapa \| \| Corredor \| Corredor \| Equip \| Temps \| \| \| ------------------------ \| --------------------------- \| --------------------------- \| ------------------------ \| ------------------------ \| \| 1r \| Jelle Wallays \| Lotto-Soudal \| 3h 15' 28" \| \| \| 2n \| Róbigzon Oyola Oyola \| Medellín \| + 2" \| \| \| 3r \| Travis McCabe \| UnitedHealthcare \| + 2" \| \| \| 4t \| Iljo Keisse \| Quick-Step Floors \| + 2" \| \| \| 5è \| Eduardo Sepúlveda \| Movistar Team \| + 2" \| \| \| 6è \| Miguel Ángel Rubiano Chávez \| Coldeportes-Zenú \| + 2" \| \| \| 7è \| Gerardo Tivani \| Municipalidad de Pocito \| + 2" \| \| \| 8è \| Eugenio Alafaci \| Trek-Segafredo \| + 2" \| \| \| 9è \| Fausto Masnada \| Androni Giocattoli-Sidermec \| + 2" \| \| \| 10è \| Mattia Bais \| Itàlia \| + 8" \| \| |                             |                             |            |
| |                             |                             |            |
| Font: ProCyclingStats |                             |                             |            |
| Classificació de l'etapa |                             |                             |            |
| Corredor | Corredor                    | Equip                       | Temps      |
| 1r | Jelle Wallays               | Lotto-Soudal                | 3h 15' 28" |
| 2n | Róbigzon Oyola Oyola        | Medellín                    | + 2"       |
| 3r | Travis McCabe               | UnitedHealthcare            | + 2"       |
| 4t | Iljo Keisse                 | Quick-Step Floors           | + 2"       |
| 5è | Eduardo Sepúlveda           | Movistar Team               | + 2"       |
| 6è | Miguel Ángel Rubiano Chávez | Coldeportes-Zenú            | + 2"       |
| 7è | Gerardo Tivani              | Municipalidad de Pocito     | + 2"       |
| 8è | Eugenio Alafaci             | Trek-Segafredo              | + 2"       |
| 9è | Fausto Masnada              | Androni Giocattoli-Sidermec | + 2"       |
| 10è | Mattia Bais                 | Itàlia                      | + 8"       |

| \| Classificació general \| Classificació general \| Classificació general \| Classificació general \| Classificació general \| \| Corredor \| Corredor \| Equip \| Temps \| \| \| --------------------- \| ---------------------- \| ------------------------------------------- \| --------------------- \| --------------------- \| \| 1r \| Gonzalo Najar \| Sindicato de Empleados Públicos de San Juan \| 19h 03' 43" \| \| \| 2n \| Óscar Sevilla Rivera \| Medellín \| + 51" \| \| \| 3r \| Filippo Ganna \| UAE Team Emirates \| + 1' 11" \| \| \| 4t \| Rodolfo Torres Agudelo \| Androni Giocattoli-Sidermec \| + 1' 41" \| \| \| 5è \| Rafał Majka \| Bora-Hansgrohe \| + 2' 00" \| \| \| 6è \| Tiesj Benoot \| Lotto-Soudal \| + 2' 01" \| \| \| 7è \| Omar Mendoza Cardona \| Medellín \| + 2' 11" \| \| \| 8è \| Dayer Quintana Rojas \| Movistar Team \| + 2' 58" \| \| \| 9è \| Kanstantsín Siutsou \| Bahrain-Merida \| + 3' 19" \| \| \| 10è \| Rémi Cavagna \| Quick-Step Floors \| + 3' 26" \| \| |                        |                                             |             |
| |                        |                                             |             |
| Font: ProCyclingStats |                        |                                             |             |
| Classificació general |                        |                                             |             |
| Corredor | Corredor               | Equip                                       | Temps       |
| 1r | Gonzalo Najar          | Sindicato de Empleados Públicos de San Juan | 19h 03' 43" |
| 2n | Óscar Sevilla Rivera   | Medellín                                    | + 51"       |
| 3r | Filippo Ganna          | UAE Team Emirates                           | + 1' 11"    |
| 4t | Rodolfo Torres Agudelo | Androni Giocattoli-Sidermec                 | + 1' 41"    |
| 5è | Rafał Majka            | Bora-Hansgrohe                              | + 2' 00"    |
| 6è | Tiesj Benoot           | Lotto-Soudal                                | + 2' 01"    |
| 7è | Omar Mendoza Cardona   | Medellín                                    | + 2' 11"    |
| 8è | Dayer Quintana Rojas   | Movistar Team                               | + 2' 58"    |
| 9è | Kanstantsín Siutsou    | Bahrain-Merida                              | + 3' 19"    |
| 10è | Rémi Cavagna           | Quick-Step Floors                           | + 3' 26"    |

### Etapa 7
| \| Classificació de l'etapa \| Classificació de l'etapa \| Classificació de l'etapa \| Classificació de l'etapa \| Classificació de l'etapa \| \| Corredor \| Corredor \| Equip \| Temps \| \| \| ------------------------ \| ------------------------------- \| ---------------------------- \| ------------------------ \| ------------------------ \| \| 1r \| Giacomo Nizzolo \| Trek-Segafredo \| 2h 55' 23" \| \| \| 2n \| Maximiliano Richeze Araquistain \| Quick-Step Floors \| + 0" \| \| \| 3r \| Álvaro Hodeg Chagui \| Quick-Step Floors \| + 0" \| \| \| 4t \| Pascal Ackermann \| Bora-Hansgrohe \| + 0" \| \| \| 5è \| Niccolò Bonifazio \| Bahrain-Merida \| + 0" \| \| \| 6è \| Manuel Peñalver \| Trevigiani-Phonix-Hemus 1896 \| + 0" \| \| \| 7è \| Federico Burchio \| Itàlia \| + 0" \| \| \| 8è \| Jens Keukeleire \| Lotto-Soudal \| + 0" \| \| \| 9è \| Guillaume Boivin \| Israel Cycling Academy \| + 0" \| \| \| 10è \| Carlos Alzate \| UnitedHealthcare \| + 0" \| \| |                                 |                              |            |
| |                                 |                              |            |
| Font: ProCyclingStats |                                 |                              |            |
| Classificació de l'etapa |                                 |                              |            |
| Corredor | Corredor                        | Equip                        | Temps      |
| 1r | Giacomo Nizzolo                 | Trek-Segafredo               | 2h 55' 23" |
| 2n | Maximiliano Richeze Araquistain | Quick-Step Floors            | + 0"       |
| 3r | Álvaro Hodeg Chagui             | Quick-Step Floors            | + 0"       |
| 4t | Pascal Ackermann                | Bora-Hansgrohe               | + 0"       |
| 5è | Niccolò Bonifazio               | Bahrain-Merida               | + 0"       |
| 6è | Manuel Peñalver                 | Trevigiani-Phonix-Hemus 1896 | + 0"       |
| 7è | Federico Burchio                | Itàlia                       | + 0"       |
| 8è | Jens Keukeleire                 | Lotto-Soudal                 | + 0"       |
| 9è | Guillaume Boivin                | Israel Cycling Academy       | + 0"       |
| 10è | Carlos Alzate                   | UnitedHealthcare             | + 0"       |

## Classificació final
| \| Classificació general \| Classificació general \| Classificació general \| Classificació general \| Classificació general \| \| Corredor \| Corredor \| Equip \| Temps \| \| \| --------------------- \| ----------------------- \| --------------------------- \| --------------------- \| --------------------- \| \| 1r \| Óscar Sevilla Rivera \| Medellín \| 21h 41' 35" \| \| \| 2n \| Filippo Ganna \| UAE Team Emirates \| + 20" \| \| \| 3r \| Rodolfo Torres Agudelo \| Androni Giocattoli-Sidermec \| + 50" \| \| \| 4t \| Rafał Majka \| Bora-Hansgrohe \| + 1' 07" \| \| \| 5è \| Tiesj Benoot \| Lotto-Soudal \| + 1' 08" \| \| \| 6è \| Omar Mendoza Cardona \| Medellín \| + 1' 17" \| \| \| 7è \| Dayer Quintana Rojas \| Movistar Team \| + 2' 07" \| \| \| 8è \| Kanstantsín Siutsou \| Bahrain-Merida \| + 2' 28" \| \| \| 9è \| Rémi Cavagna \| Quick-Step Floors \| + 2' 35" \| \| \| 10è \| Jarlinson Pantano Gómez \| Trek-Segafredo \| + 2' 41" \| \| \| 11è \| Fausto Masnada \| Androni Giocattoli-Sidermec \| + 3' 44" \| \| \| 12è \| Anderson Maldonado \| Uruguai \| + 3' 47" \| \| \| 13è \| Mattia Cattaneo \| Androni Giocattoli-Sidermec \| + 4' 36" \| \| \| 14è \| Lluís Mas Bonet \| Caja Rural-Seguros RGA \| + 4' 42" \| \| \| 15è \| Jhonatan Narváez Prado \| Quick-Step Floors \| + 5' 07" \| \| |                         |                             |             |
| |                         |                             |             |
| Font: ProCyclingStats |                         |                             |             |
| Classificació general |                         |                             |             |
| Corredor | Corredor                | Equip                       | Temps       |
| 1r | Óscar Sevilla Rivera    | Medellín                    | 21h 41' 35" |
| 2n | Filippo Ganna           | UAE Team Emirates           | + 20"       |
| 3r | Rodolfo Torres Agudelo  | Androni Giocattoli-Sidermec | + 50"       |
| 4t | Rafał Majka             | Bora-Hansgrohe              | + 1' 07"    |
| 5è | Tiesj Benoot            | Lotto-Soudal                | + 1' 08"    |
| 6è | Omar Mendoza Cardona    | Medellín                    | + 1' 17"    |
| 7è | Dayer Quintana Rojas    | Movistar Team               | + 2' 07"    |
| 8è | Kanstantsín Siutsou     | Bahrain-Merida              | + 2' 28"    |
| 9è | Rémi Cavagna            | Quick-Step Floors           | + 2' 35"    |
| 10è | Jarlinson Pantano Gómez | Trek-Segafredo              | + 2' 41"    |
| 11è | Fausto Masnada          | Androni Giocattoli-Sidermec | + 3' 44"    |
| 12è | Anderson Maldonado      | Uruguai                     | + 3' 47"    |
| 13è | Mattia Cattaneo         | Androni Giocattoli-Sidermec | + 4' 36"    |
| 14è | Lluís Mas Bonet         | Caja Rural-Seguros RGA      | + 4' 42"    |
| 15è | Jhonatan Narváez Prado  | Quick-Step Floors           | + 5' 07"    |

## Evolució e les classificacions
| Etapa              | Vencedor            | Classificació general | Classificació de la muntanya | Classificació dels esprints | Classificació dels joves |
| ------------------ | ------------------- | --------------------- | ---------------------------- | --------------------------- | ------------------------ |
| 1                  | Fernando Gaviria    | Fernando Gaviria      | Pablo Anchieri               | Adrián Richeze              | Manuel Peñalver          |
| 2                  | Román Villalobos    | Román Villalobos      | Ignacio Prado                | Adrián Richeze              | Filippo Ganna            |
| 3                  | Ryan Mullen         | Filippo Ganna         | Ignacio Prado                | Adrián Richeze              | Filippo Ganna            |
| 4                  | Maximiliano Richeze | Filippo Ganna         | Pablo Alarcón                | Adrián Richeze              | Filippo Ganna            |
| 5                  | Gonzalo Najar       | Gonzalo Najar         | Daniel Juárez                | Adrián Richeze              | Filippo Ganna            |
| 6                  | Jelle Wallays       | Gonzalo Najar         | Daniel Juárez                | Adrián Richeze              | Filippo Ganna            |
| 7                  | Giacomo Nizzolo     | Gonzalo Najar         | Daniel Juárez                | Adrián Richeze              | Filippo Ganna            |
| Classements finals | Classements finals  | Gonzalo Najar         | Daniel Juárez                | Adrián Richeze              | Filippo Ganna            |